# Új-Kaledónia zászlaja
Új-Kaledóniának egészen 2010-ig nem volt hivatalosan saját lobogója. A szigeteken a francia nemzeti zászlót, a trikolórt használják a hivatalok, közintézmények és iskolák.
Ez a háromszínű, sárga emblémával díszített zászló az 1984-ben kikiáltott Kanaky Köztársaság idején került használatba. A három sáv közül a kék a tengert, a hűséget és a szuverenitást, függetlenséget, a vörös a szabadságot és a vért jelképezi, mely a felkelés véres időszakára emlékeztet, valamint az emberek közötti egyenlőségre, a zöld pedig a földet jelenti.
A sárga korongban lévő fekete ábra az őslakosok házainak csúcsát díszítő faragást jeleníti meg.
Hivatalos látogatása során François Fillon, francia miniszterelnök 2010. július 17-én Nouméaban a francia trikolór mellett a másik zászlót is hivatalosnak nyilvánította. Nem sokkal látogatása előtt az új-kaledón kongresszus is elfogadta hivatalos zászlónak a Kanaky Köztársaság idején használatba vett lobogót.